# Cleistocactus peculiaris
Cleistocactus peculiaris ist eine Pflanzenart in der Gattung Cleistocactus aus der Familie der Kakteengewächse (Cactaceae). Das Artepitheton peculiaris stammt aus dem Lateinischen, bedeutet ‚besonders‘ und verweist auf die kurzen, breiten Blüten der Art.

## Beschreibung
Cleistocactus peculiaris wächst strauchig mit wenig verzweigten, graugrünen Trieben und erreicht bei Durchmessern von 1,7 bis 2,2 Zentimetern Wuchshöhen von bis 2 Metern. Es sind 10 bis 13 sehr stumpfe Rippen vorhanden. Die nadeligen, geraden, steifen Dornen sind rötlich braun. Die 4 bis 8 ziemlich kräftigen Mitteldornen sind 4 bis 7 Millimeter, die 8 bis 12 feinen, etwas abstehenden Randdornen 3 bis 5 Millimeter lang.
Die mehr oder weniger radiärsymmetrischen, violettroten Blüten öffnen sich kaum und sind bis zu 6 Zentimeter lang.

## Verbreitung und Systematik
Cleistocactus peculiaris ist in den peruanischen Regionen Lima, Apurímac und Ica in Höhenlagen von 1400 bis 2000 Metern verbreitet.
Die Erstbeschreibung als Loxanthocereus peculiaris erfolgte 1957 durch Werner Rauh und Curt Backeberg. Carlos Ostolaza stellte die Art 1998 in die Gattung Cleistocactus. Weitere nomenklatorische Synonyme sind Haageocereus peculiaris (Rauh & Backeb.) F.Ritter (1958) und Echinopsis peculiaris (Rauh & Backeb.) Molinari & Mayta (2015).
Cleistocactus peculiaris ist möglicherweise ein Synonym von Cleistocactus acanthurus.

## Nachweise